# 밀짚모자

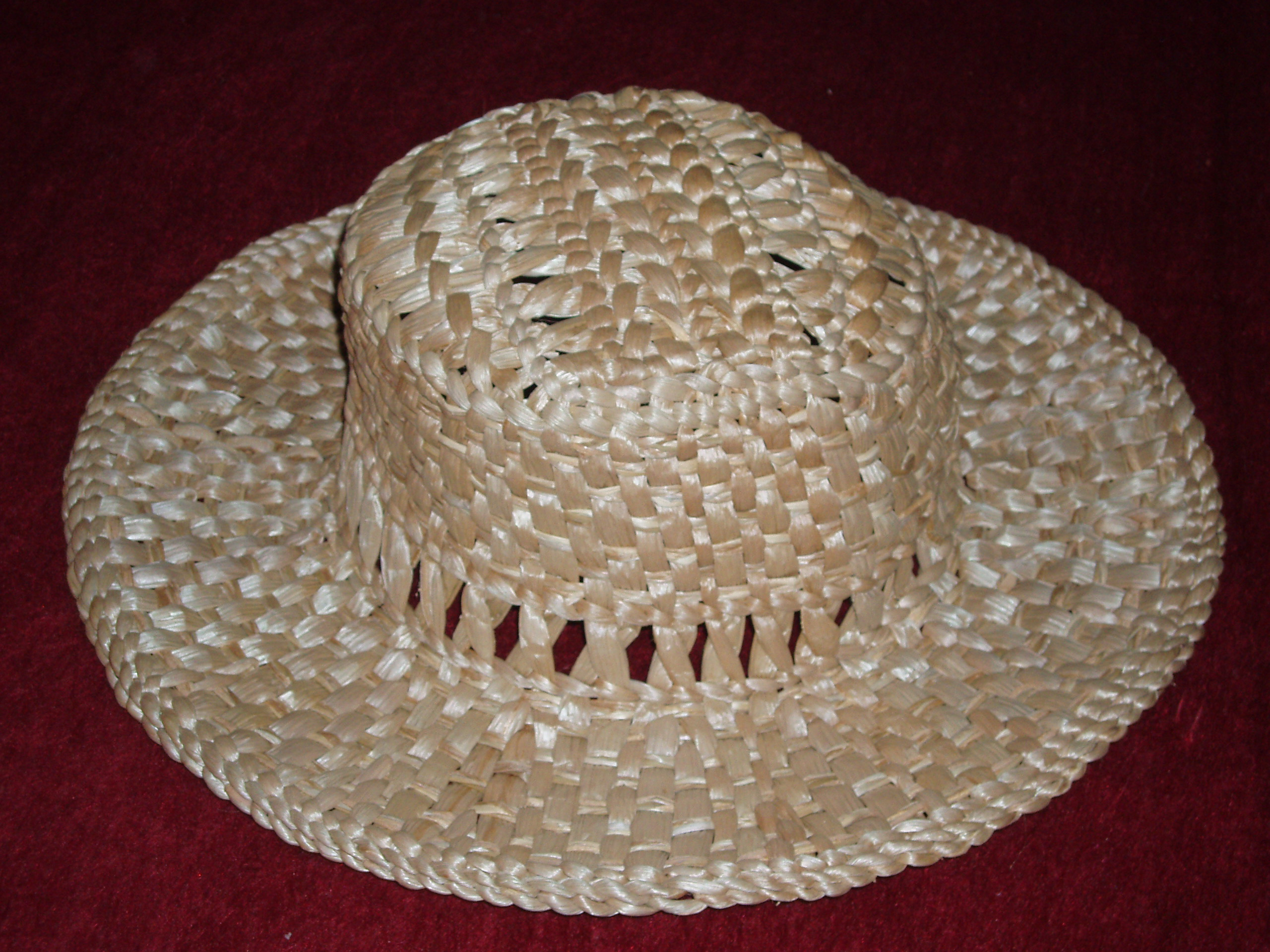

밀짚모자(영어: straw hat)는 밀짚이나 보릿짚으로 만든 모자이다. 맥고모자(麥藁帽子)라고도 한다.
챙이 넓은 모자로서 밀짚모자는 직사광선으로부터 머리와 얼굴을 가리도록 설계된 선햇의 일종이지만 패션에서는 장식적인 요소나 유니폼으로도 사용된다.

## 직조
밀짚모자에는 여러 가지 스타일이 있지만 모두 식물 섬유를 사용하여 직조된다. 이러한 모자의 대부분은 펠트 모자와 유사한 방식으로 형성된다. 증기나 뜨거운 물에 담가서 연화시킨 다음 손으로 또는 모자 블록 위에 형성한다. 더 가늘고 더 비싼 밀짚모자는 더 촘촘하고 더 일관된 짜임새를 가지고 있다. 작은 모자보다 큰 모자를 짜는 데 훨씬 더 많은 시간이 걸리기 때문에 큰 모자가 더 비싸다.

## 역사
밀짚 모자는 중세 이후부터 아프리카와 아시아에서 여름철에 착용되었으며 중세 시대와 오늘날에는 거의 변하지 않았다. 대부분 남성, 모든 계층이 착용한다. 베리공의 매우 호화로운 기도서(Très Riches Heures du Duc de Berry)의 달력 미니어처에서 많은 것을 볼 수 있다.
시어도어 루스벨트 대통령은 1906년 파나마 운하 건설 현장에서 일련의 사진을 위해 포즈를 취했다. 그는 밝은 색 정장과 스타일리시한 밀짚 중절모를 단정하게 차려입은 강하고 강인한 지도자로 묘사되었다. 이것은 밀짚 "파나마 모자"를 대중화시키는데 도움이 되었다.

## 같이 보기
- 파나마 모자